# Pozemní hokej na Letních olympijských hrách 2004
Pozemní hokej na LOH 2004 v Aténách zahrnoval turnaj mužů i turnaj žen. Všechny zápasy obou turnajů se odehrály ve dnech 14. - 27. srpna 2004 přímo uprostřed Olympijského komplexu v Aténách.

## Program soutěží

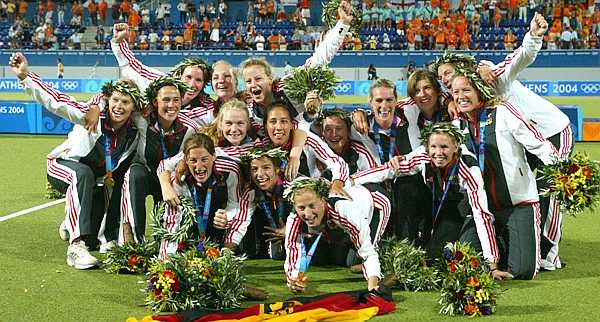
Vítězná německá ženská reprezentace

Turnaje mužů se zúčastnilo 12 mužstev, která byla rozdělena do 2 šestičlenných skupin, ve kterých se hrálo systémem jeden zápas každý s každým a poté 2 nejlepší týmy z každé skupiny postoupily do semifinále, týmy na 3. a 4. místě hrály o 5. až 8. místo a týmy na 5. a 6. místě hrály o 9. až 12. místo. Turnaje žen se zúčastnilo 10 mužstev, která byla rozdělena do 2 pětičlenných skupin, ve kterých se hrálo systémem jeden zápas každý s každým a poté 2 nejlepší týmy z každé skupiny postoupily do semifinále, týmy na 3. a 4. místě hrály o 5. až 8. místo a týmy na 5. místě sehrály proti sobě zápas o 9. místo.

## Turnaj mužů
| Zlato   | Austrálie (AUS)  |
| Stříbro | Nizozemsko (NED) |
| Bronz   | Německo (GER)    |

### Skupina A
- 15. srpna
- Jižní Korea - Španělsko 1:1
- Německo - Pákistán 2:1
- Velká Británie - Egypt 3:1
- 17. srpna
- Jižní Korea - Velká Británie 3:2
- Egypt - Pákistán 0:7
- Španělsko - Německo 1:1
- 19. srpna
- Pákistán - Jižní Korea 3:0
- Německo - Egypt 6:1
- Velká Británie - Španělsko 1:5
- 21. srpna
- Egypt - Jižní Korea 0:11
- Španělsko - Pákistán 4:0
- Německo - Velká Británie 4:1
- 23. srpna
- Španělsko - Egypt 3:0
- Pákistán - Velká Británie 8:2
- Jižní Korea - Německo 2:2

| Poř. | Tým            | Z | V | R | P | VG | OG | B  |
| ---- | -------------- | - | - | - | - | -- | -- | -- |
| 1.   | Španělsko      | 5 | 3 | 2 | 0 | 14 | 3  | 11 |
| 2.   | Německo        | 5 | 3 | 2 | 0 | 15 | 6  | 11 |
| 3.   | Pákistán       | 5 | 3 | 0 | 2 | 19 | 8  | 9  |
| 4.   | Jižní Korea    | 5 | 2 | 2 | 1 | 17 | 8  | 8  |
| 5.   | Velká Británie | 5 | 1 | 0 | 4 | 9  | 21 | 3  |
| 6.   | Egypt          | 5 | 0 | 0 | 5 | 2  | 30 | 0  |

### Skupina B
- 15. srpna
- Austrálie - Nový Zéland 4:1
- Argentina - Jihoafrická republika 1:2
- Nizozemsko - Indie 3:1
- 17. srpna
- Argentina - Austrálie 2:2
- Jihoafrická republika - Indie 2:4
- Nový Zéland - Nizozemsko 3:4
- 19. srpna

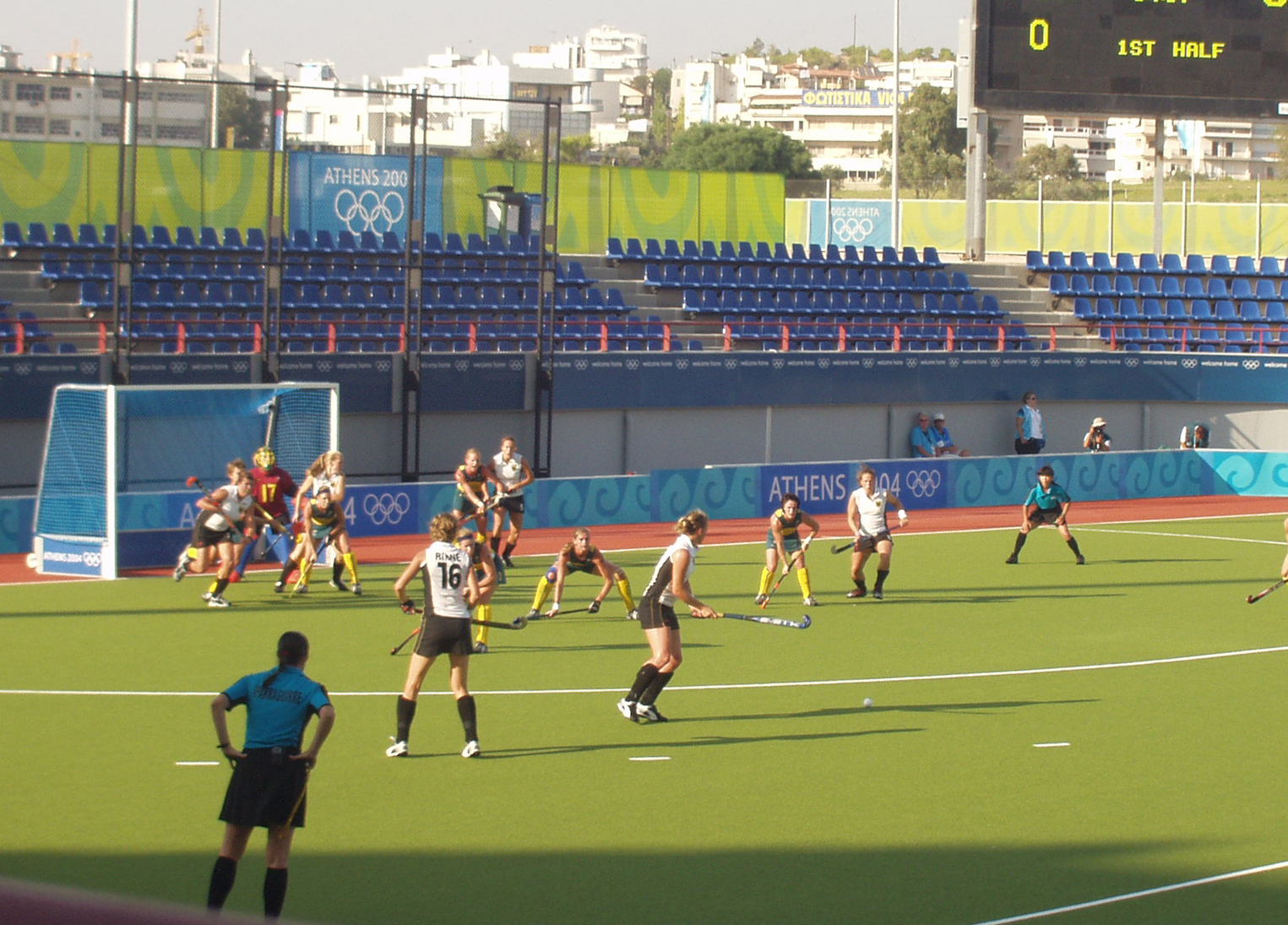
Zápas Australanek s Němkami

- Nizozemsko - Jihoafrická republika 3:2
- Nový Zéland - Argentina 3:1
- Austrálie - Indie 4:3
- 21. srpna
- Indie - Nový Zéland 1:2
- Jihoafrická republika - Austrálie 2:3
- Argentina - Nizozemsko 2:4
- 23. srpna
- Nový Zéland - Jihoafrická republika 4:1
- Indie - Argentina 2:2
- Austrálie - Nizozemsko 1:2

| Poř. | Tým                   | Z | V | R | P | VG | OG | B  |
| ---- | --------------------- | - | - | - | - | -- | -- | -- |
| 1.   | Nizozemsko            | 5 | 5 | 0 | 0 | 16 | 9  | 15 |
| 2.   | Austrálie             | 5 | 3 | 1 | 1 | 14 | 10 | 10 |
| 3.   | Nový Zéland           | 5 | 3 | 0 | 2 | 13 | 11 | 9  |
| 4.   | Indie                 | 5 | 1 | 1 | 3 | 11 | 13 | 4  |
| 5.   | Jihoafrická republika | 5 | 1 | 0 | 4 | 9  | 15 | 3  |
| 6.   | Argentina             | 5 | 0 | 2 | 3 | 8  | 13 | 2  |

### O 9. až 12. místo
- 25. srpna
- Jihoafrická republika - Egypt 5:1
- Velká Británie - Argentina 4:1

### Zápas o 11. místo
- 27. srpna
- Egypt - Argentina 2:4

### Zápas o 9. místo
- 27. srpna
- Jihoafrická republika - Velká Británie 1:1 po prodloužení, 4:3 na penalty

### O 5. až 8. místo
- 25. srpna
- Nový Zéland - Jižní Korea 4:3
- Pákistán - Indie 3:0

### Zápas o 7. místo
- 27. srpna
- Jižní Korea - Indie 2:5

### Zápas o 5. místo
- 27. srpna
- Nový Zéland - Pákistán 2:4

### Semifinále
- 25. srpna
- Nizozemsko - Německo 3:2
- Španělsko - Austrálie 3:6

### Zápas o 3. místo
- 27. srpna
- Německo - Španělsko 4:3

### Finále
- 27. srpna
- Nizozemsko - Austrálie 1:2

### Medailisté
| Zlato | Stříbro | Bronz |
| --- | --- | --- |
| Austrálie | Nizozemsko | Německo |
| Jamie Dwyer Liam De Young Michael McCann Troy Elder Robert Hammond Nathan Eglington Mark Knowles Michael Brennan Grant Schubert Bevan George Mark Hickman Matthew Wells Travis Brooks Brent Livermore Dean Butler Stephen Mowlam | Guus Vogels Geert-Jan Derikx Erik Jazet Rob Derikx Floris Evers Sander van der Weide Taeke Taekema Marten Eikelboom Jeroen Delmee Klaas Veering Teun de Nooijer Karel Klaver Rob Reckers Matthijs Brouwer Jesse Mahieu | Clemens Arnold Christian Schulte Philipp Crone Eike Duckwitz Björn Michel Sascha Reinelt Christoph Eimer Björn Emmerling Sebastian Biederlack Tibor Weißenborn Florian Kunz Timo Weß Christoph Bechmann Christopher Zeller Matthias Witthaus Justus Scharowsky |

## Turnaj žen
| Zlato   | Německo (GER)    |
| Stříbro | Nizozemsko (NED) |
| Bronz   | Argentina (ARG)  |

### Skupina A
- 14. srpna
- Čína - Japonsko 3:0
- Argentina - Španělsko 4:0
- 16. srpna
- Japonsko - Argentina 1:3
- Nový Zéland - Čína 0:2
- 18. srpna
- Čína - Španělsko 3:0
- Japonsko - Nový Zéland 2:0
- 20. srpna
- Nový Zéland - Argentina 0:3
- Španělsko - Japonsko 1:2
- 22. srpna
- Španělsko - Nový Zéland 2:3
- Argentina - Čína 2:3

| Poř. | Tým         | Z | V | R | P | VG | OG | B  |
| ---- | ----------- | - | - | - | - | -- | -- | -- |
| 1.   | Čína        | 4 | 4 | 0 | 0 | 11 | 2  | 12 |
| 2.   | Argentina   | 4 | 3 | 0 | 1 | 12 | 4  | 9  |
| 3.   | Japonsko    | 4 | 2 | 0 | 2 | 5  | 7  | 6  |
| 4.   | Nový Zéland | 4 | 1 | 0 | 3 | 3  | 9  | 3  |
| 5.   | Španělsko   | 4 | 0 | 0 | 4 | 3  | 12 | 0  |

### Skupina B
- 14. srpna
- Nizozemsko - Jihoafrická republika 6:2
- Austrálie - Německo 1:2
- 16. srpna
- Jihoafrická republika - Austrálie 0:3
- Jižní Korea - Nizozemsko 2:3
- 18. srpna
- Nizozemsko - Německo 4:1
- Jihoafrická republika - Jižní Korea 0:3
- 20. srpna
- Jižní Korea - Austrálie 2:2
- Německo - Jihoafrická republika 0:3
- 22. srpna
- Německo - Jižní Korea 3:2
- Austrálie - Nizozemsko 0:1

| Poř. | Tým                   | Z | V | R | P | VG | OG | B  |
| ---- | --------------------- | - | - | - | - | -- | -- | -- |
| 1.   | Nizozemsko            | 4 | 4 | 0 | 0 | 14 | 5  | 12 |
| 2.   | Německo               | 4 | 2 | 0 | 2 | 6  | 10 | 6  |
| 3.   | Jižní Korea           | 4 | 1 | 1 | 2 | 9  | 8  | 4  |
| 4.   | Austrálie             | 4 | 1 | 1 | 2 | 6  | 5  | 4  |
| 5.   | Jihoafrická republika | 4 | 1 | 0 | 3 | 5  | 12 | 3  |

### Zápas o 9. místo
- 26. srpna

Španělsko - Jihoafrická republika 3:4

### O 5. až 8. místo
- 24. srpna

Jižní Korea - Nový Zéland 2:3
Japonsko - Austrálie 1:3

### Zápas o 7. místo
- 26. srpna
- Jižní Korea - Japonsko 3:1

### Zápas o 5. místo
- 26. srpna
- Nový Zéland - Austrálie 0:3

### Semifinále
- 24. srpna
- Nizozemsko - Argentina 4:2 po prodloužení
- Čína - Německo 0:0 po prodloužení, 3:4 na penalty

### Zápas o 3. místo
- 26. srpna
- Argentina - Čína 1:0

### Finále
- 26. srpna
- Nizozemsko - Německo 1:2

### Medailistky

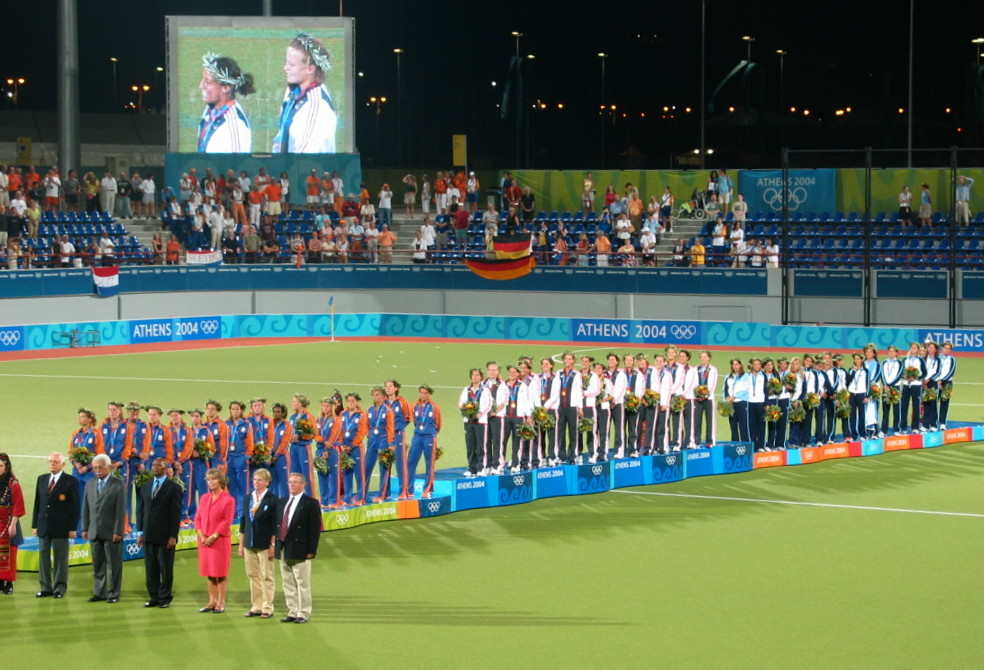
Medailový ceremoniál

| Zlato | Stříbro | Bronz |
| --- | --- | --- |
| Německo | Nizozemsko | Argentina |
| Tina Bachmann Denise Klecker Mandy Haase Nadine Ernsting-Krienke Caroline Casaretto Natascha Kellerová Silke Müller Marion Rodewald Heike Lätzsch Fanny Rinne Louisa Walter Anke Kühn Badri Latif Julia Zwehl Sonja Lehmann Franziska Gude | Clarinda Sinnige Lisanne de Roever Macha van der Vaart Fatima Moreira de Melo Jiske Snoeks Maartje Scheepstra Miek van Geenhuizen Sylvia Karres Mijntje Donners Ageeth Boomgaardt Minke Smabers Minke Booij Janneke Schopman Chantal de Bruijn Eefke Mulder Lieve van Kessel | Mariela Antoniska Magdalena Aicega Marina di Giacomo Ayelén Stepnik Alejandra Gulla Luciana Aymarová Vanina Oneto Agustina García Mariana González Maria Margalot Maria de la Paz Hernández Cecilia Rognoni Paola Vukojicic Mariné Russo Inés Arrondo Claudia Burkart |